# NGC 6223
NGC 6223 é uma galáxia elíptica (E-S0) localizada na direcção da constelação de Draco. Possui uma declinação de +61° 34' 43" e uma ascensão recta de 16 horas, 43 minutos e 04,2 segundos.
A galáxia NGC 6223 foi descoberta em 24 de Setembro de 1862 por Heinrich Louis d'Arrest.